# Університетське містечко Арманду ді Саллеса Олівейри
Університетське містечко Арманду ді Саллеса Олівейри (порт. Cidade Universitária Armando de Salles Oliveira) — частина Університету Сан-Паулу (USP), що складає частину його кампусу в місті Сан-Паулу. Містечко розташоване у Західній зоні міста а районі Бутанта. Назване на честь засновника університету, губернатора штату Сан-Паулу та ліберального політика Арманду ді Саллеса Олівейри.
На території університетського містечка розташовано багато освітніх та дослідницьких будівель університету. Також тут розташована адміністрація університету, кабінети ректора і проректорів. Загальна площать містечка становить понад 8 км².
Також тут розташовано багато наукових інститутів та інших установ: o Інститут енергетичних та ядерних досліджень (IPEN), Інститут технологічних досліджень (IPT), Інститут географії та картографії (IGC), Центр досліджень та планування муніципальнох адміністрації (CEPAM), Поліцейська академія і Центр технології військово-морських сил в Сан-Паулу (CTMSP).
| Бразилія | Це незавершена стаття з географії Бразилії. Ви можете допомогти проєкту, виправивши або дописавши її. |